# RNA-polymerase V
RNA-polymerase V is een RNA-polymerase, die betrokken is bij de siRNA-directe de-novomethylering in planten, dat leidt tot heterochromatische silencing. Silencing vindt plaats via RNA-interferentie. RNA-polymerase V is een afgeleide van RNA-polymerase II. RNA-polymerase V komt voor in de celkern.
RNA-polymerase V komt samen met RNA-polymerase IV specifiek voor in plantengenomen.
RNA-polymerase V bestaat uit 12 subeenheden, waarvan veel gemeenschappelijk met die van RNA-polymerase II en RNA-polymerase IV.

## Subeenheden[4]
| Pol V subeenheden | Al of niet in de andere RNA-polymerasen voorkomend | Menselijk gen | Aantal proteïnogene aminozuren | Menselijke Pol II subeenheden |
| ----------------- | -------------------------------------------------- | ------------- | ------------------------------ | ----------------------------- |
| RPE1              | IV                                                 |               | 1444                           |                               |
| RPE2              | IV, V                                              |               | 1229                           |                               |
| RPE3              | II, IV, V                                          | POLR2C        | 275                            | subunit C                     |
| RPE4              | IV, V                                              |               | 219                            |                               |
| RPE5              | V                                                  |               | 248                            |                               |
| RPE6              | I, II, III, IV, V                                  | POLR2F        | 127                            | hRPB6 (subunit F)             |
| RPE7              | IV, V                                              |               | 175                            |                               |
| RPE8              | I, II, III, IV, V                                  | POLR2H        | 149                            | hRPB8 (subunit H)             |
| RPE9              | II, IV, V                                          | POLR2I        | 125                            | subunit I                     |
| RPE10             | II, IV, V                                          | POLR2J        | 117                            | subunit J                     |
| RPE11             | I, II, III, IV, V                                  | POLR2K        | 58                             | hRPB10 (subunit K)            |
| RPE12             | I, II, III, IV, V                                  | POLR2L        | 67                             | hRPB12 (subunit L)            |

## Functie
RNA-polymerase V remt de transposons en repetitief-DNA tijdens het siRNA-reactiepad. Het siRNA speelt een hoofdrol bij de verdediging van het genoom tegen binnendringende virussen en springende genen door de door het RNA gestuurde DNA-methylatie.

## Bepaling type RNA-polymerase
Alfa-amanitine wordt door zijn werkingsmechanisme ook veelal gebruikt als een stuk gereedschap in wetenschappelijke studies in moleculaire biologie en biologisch onderzoek. Het kan gebruikt worden om te bepalen welke vormen van RNA-polymerase aanwezig zijn. Men test dan de gevoeligheid van de RNA-polymerase in aanwezigheid van alfa-amanitine. RNA-polymerase I, RNA-polymerase IV en RNA-polymerase V zijn ongevoelig, RNA-polymerase II zeer gevoelig en RNA-polymerase III is enigszins gevoelig voor alfa-amanitine.